# 计算机软件列表
计算机软件列表，泛指在電腦上所執行的各種軟體的列表，或同類型軟體的比較。

## 依軟體發行公司分類
- Adobe软件列表
- Mozilla产品列表
- 微軟應用軟體列表

## 依系統平台分類

### DOS
- MS-DOS命令列表

### Unix
- Unix工具列表
- Unix实用程序列表

### Linux
- Linux套件比較
- KDE程序列表

## 依軟體功能分類

### 作業系統
- 操作系统列表
- 自举引导程序比较

### 程序设计
- 程序设计语言列表
- 組合語言列表

### Internet應用
用戶端軟體
- 网页浏览器列表 - 网页浏览器比较
- FTP客戶端列表 - FTP客户端比较
- 电子邮件客户端列表 - 电子邮件客户端比较
- 即时通讯软件列表 - 即时通讯软件比较
- 下载管理程序比较

伺服器端軟體
- FTP伺服器列表

P2P軟體
- 檔案分享程式比較
- ED2k软件比较

網站套件
- 内容管理系统列表
- Wiki软件比较

### 商務應用軟體
- 辦公室套裝軟體比較
- 关系型数据库管理系统比较

### 多媒體應用軟體
- 媒体播放器列表
- 光盘制作软件列表

### 其他應用軟體
- 文件编辑器列表 - 文字處理器比較 / 文件编辑器比较
- 压缩软件列表 - 压缩软件比较
- 防毒軟體列表
- 中文输入法列表

## 其他
- 开放源代码软件列表
- 开源游戏列表